# Latte (Ventimiglia)
Latte (Læte in ligure) - anticamente conosciuta come San Bartolomeo - è una frazione del comune di Ventimiglia, in provincia di Imperia. Sita sulla strada statale 1 Via Aurelia verso il confine francese, presso la foce del Rio Ruasso, oggi chiamato Rio Latte, nella piana alluvionale dovuta ai depositi lasciati dal torrente Bevera, che qui vi sfociava in era preistorica.
Iniziò a chiamarsi Latte fin dal XII secolo.

## Storia

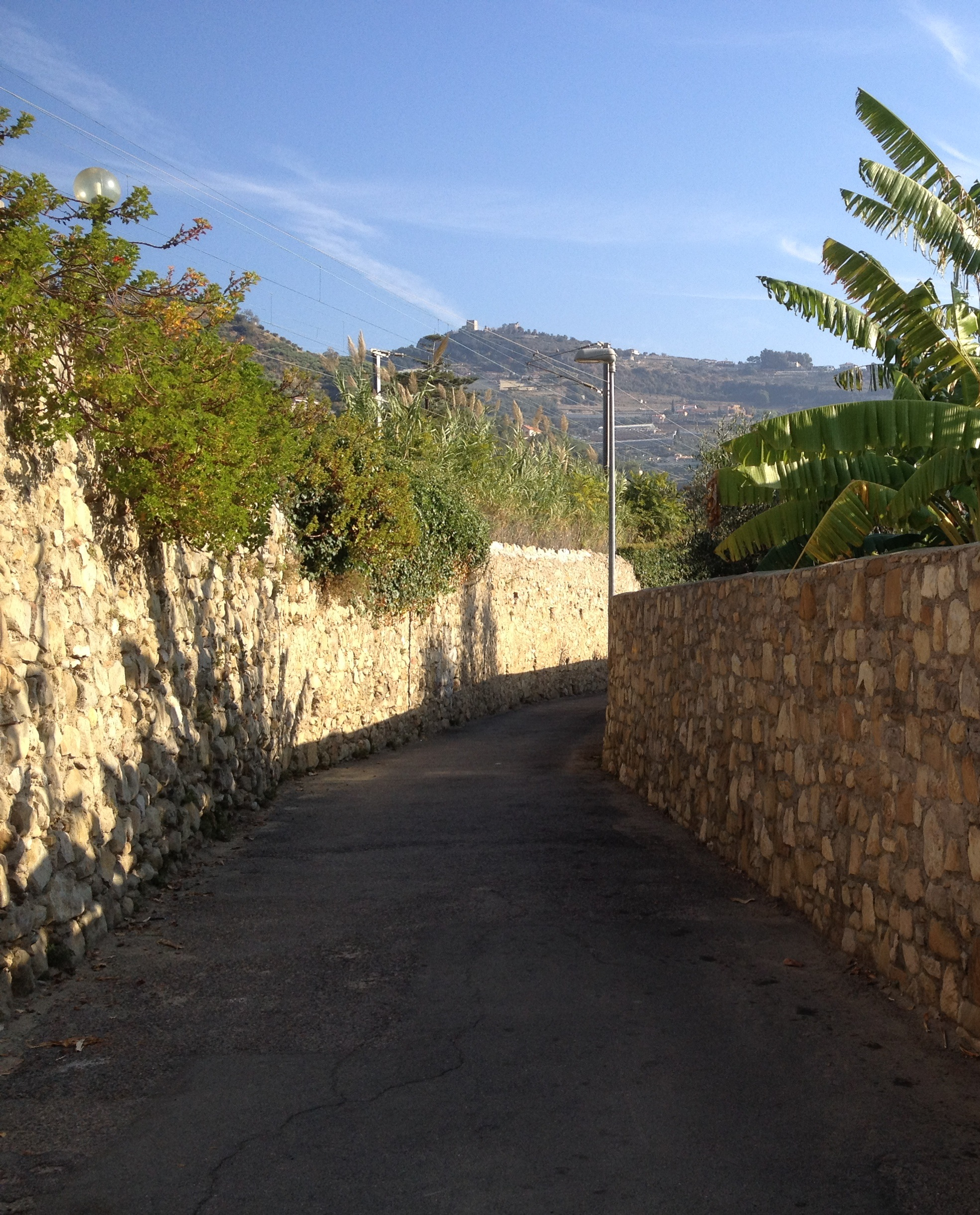
La cosiddetta strada romana

Per la mitezza del clima e l'amenità del territorio, fin dall'antichità è stata sede di splendide ville nobiliari. Nel 56 d.C. vi costruì una villa Giulia Procilla, madre di Gneo Giulio Agricola, Questore in Asia e Governatore della Britannia, che quivi venne ferocemente assassinata dagli Otoniani in lotta con Vitellio nel 69 d.C., l'"anno dei quattro imperatori".
Nel 1328 alcune congreghe di pastori di Tenda e Briga eressero, quasi sulla spiaggia, una chiesetta dedicata a sant'Anna, presso la quale portarono a svernare le greggi, condotte attraverso la val Bevera, ma soprattutto vi conducevano in pellegrinaggio le loro consorti in attesa del parto. La chiesetta venne ristrutturata nel 1677, dal canonico Roberto Galleani. Dal 1870, dalla spiaggia antistante la chiesa s'iniziarono ad asportare grandi quantità di ghiaia per la costruzione ed i riempimenti dei muri di contenimento della ferrovia che conduceva in Francia, compromettendone la stabilità che venne meno nel 1922, quando la chiesa fu spazzata via da un'imponente mareggiata.
Nel 1351 Carlo Grimaldi, Signore di Monaco, sistemò con muri a secco tutti i suoi possedimenti da Latte fino ai Balzi Rossi per metterli a coltura, contando sull'acqua dei precipitosi torrenti presenti.
Dal Cinquecento in poi i nobili ventimigliesi non mancarono di raggiungere le loro ville in Latte, per trascorrervi la villeggiatura estiva. Nel 1567 Carlo Grimaldi, vescovo di Ventimiglia, ingrandì la mensa vescovile con l'acquisto di un terreno in Latte, dove fece costruire una torre fortificata. Ristrutturata dal vescovo Carlo Mascardi nel 1712, fu usata come sede di villeggiatura vescovile.

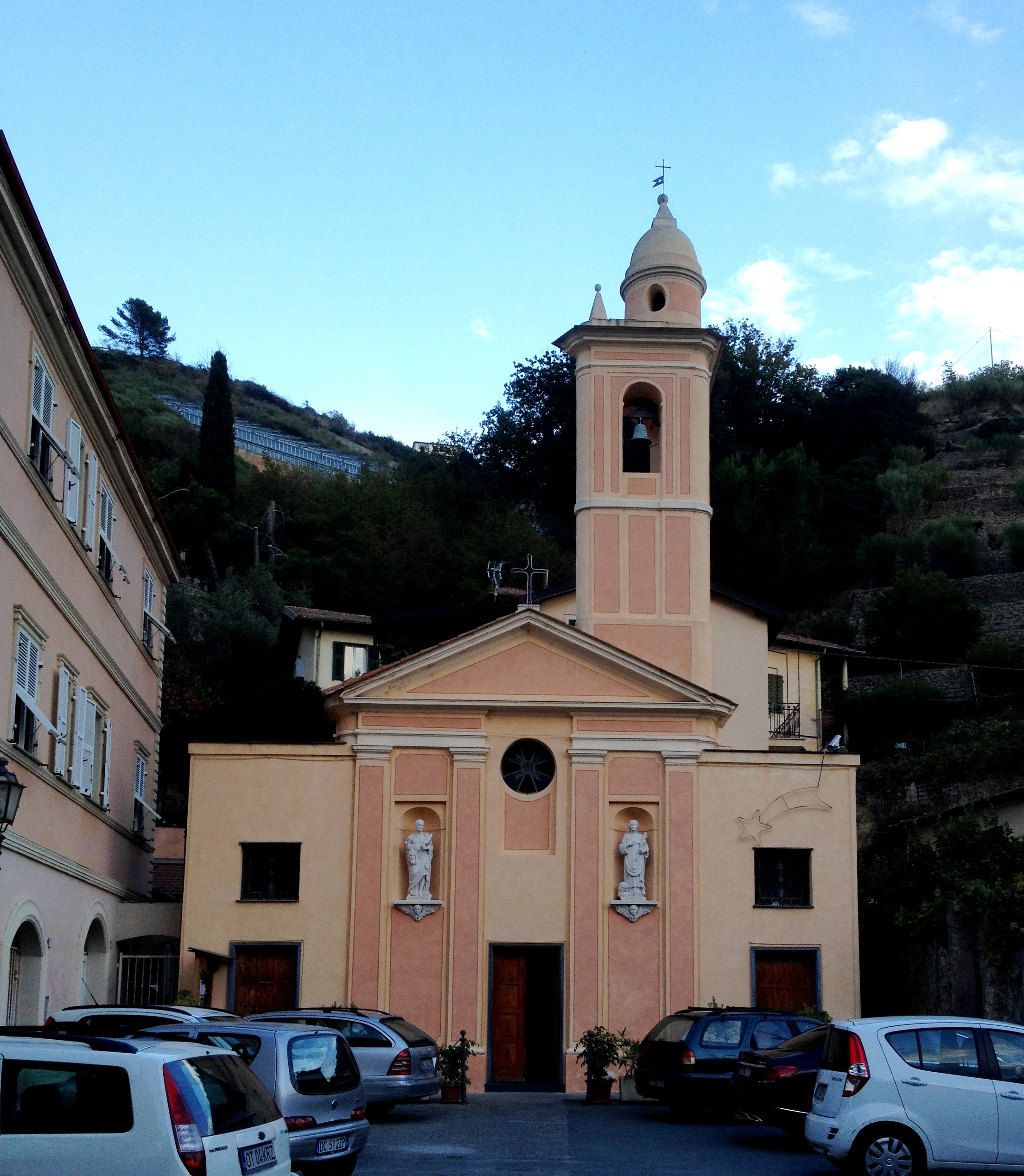
La chiesa parrocchiale di San Bartolomeo

Nel 1629 il vescovo Giovanni Francesco Gandolfo noleggiò un leudo per portare sul mercato di Nizza una cospicua quantità di vino Moscatello, prodotto nelle vigne vescovili di Piemattone, a ridosso di Latte, dove ancor oggi si producono Rossese e Vermentino.
Nel Settecento, i poderi di Latte erano assai noti per essere l'habitat della "Bignata", una qualità di limoni dai frutti a pelle liscia, fini e gustosissimi, che venivano esportati in tutta Europa, imbarcandoli nel porto di Mentone.
Quando la produzione di agrumi non era più praticabile a causa delle ricorrenti gelate, nel 1881, nel suo podere di Latte, il maresciallo Antonio Carcassola di Gallarate introdusse la coltivazione industriale dei fiori, producendo rose e garofani.
Nel marzo del 1912 ebbero inizio i lavori per costruire l'ampio "Ricovero per anziani", nella vasta proprietà Chiappori. La Casa di Riposo venne costruita e mantenuta per molto tempo coi frutti del cospicuo lascito elargito dal benemerito ventimigliese commendator Ernesto Chiappori.
Dal 1974, il paesaggio e la gente di Latte fanno parte di molte trame nella produzione letteraria di Nico Orengo, il quale trascorse nel Ponente del territorio ventimigliese tutta la sua fanciullezza ed al quale era molto legato, in un'attenta salvaguardia dalle speculazioni gratuite. Da La guerra del basilico (1994) a La curva del latte (2002), a L'intagliatore di noccioli di pesca (2004), la presenza di Latte è emergente, o traspare molto chiara.

## Monumenti e luoghi d'interesse

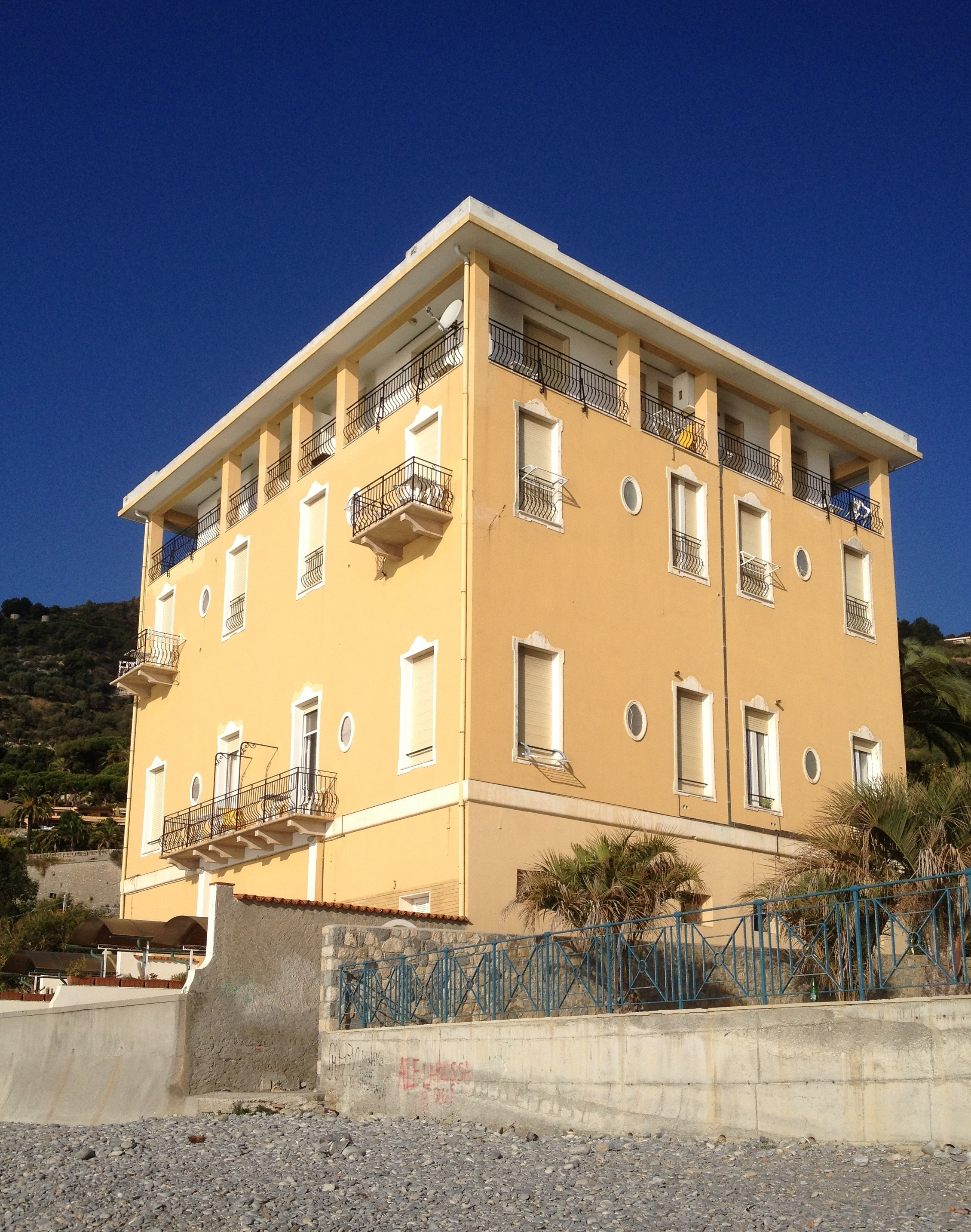
Villa Massa

### Architetture religiose
La locale chiesa parrocchiale è intitolata a san Bartolomeo, la cui parrocchia fu istituita nel 1792.

### Architetture civili
- Villa Biancheri o Honesto Otio. Nata come casa-torre in funzione anti barbaresca nel XVI secolo, nel corso del Seicento dalla base della torre venne riedificata una elegante villa residenziale. Nel 1671 fu acquistata dalla famiglia dei conti De Galliani che la utilizzarono come dimora di villeggiatura estiva. Fu un esponente della famiglia, Nicolò Maria Galliani, per fronteggiare una difficoltà economica, a vendere la villa ai Biancheri nel 1850. Nell'Ottocento, la proprietà circostante la dimora venne coltivata ad uso oliveto e agrumeto.
- Villa Massa, già Orengo, edificata tra il XVI e il XVII secolo, trasformata nel residence Holiday Beach.
- Villa Eva, da Eva Orengo, edificata tra il XV e il XVI secolo.
- Torre Orengo, poi Villa Orengo-Sella, con torre tardo medievale, ampliata a partire dal XVI secolo. Il portale reca lo stemma Orengo e la dicitura "Gio Angelo Orengo 1687".
- Villa Corinna - Lercari, del XVI secolo.
- Villa Piacenza - Boccanegra. Già di proprietà della famiglia De Mari (XVII secolo), fu acquistata dai Biancheri nel 1865 e fu Giuseppe Biancheri che impiantò un'importante roseto. Nei primi del Novecento la villa passò dall'inglese Ellen Willmott  - che si occupò personalmente della piantumazione di specie esotiche - a John Tremayne che, invece, realizzò il laghetto. Un nuovo ampliamento e valorizzazione della proprietà venne realizzato dai successi proprietari Sertorio (1956) e poi dai Piacenza.

### Architetture militari
Risalente al XVI secolo è il torrione di Latte, edificato quale presidio di avvistamento in funzione anti barbaresca.

## La Via Julia Augusta

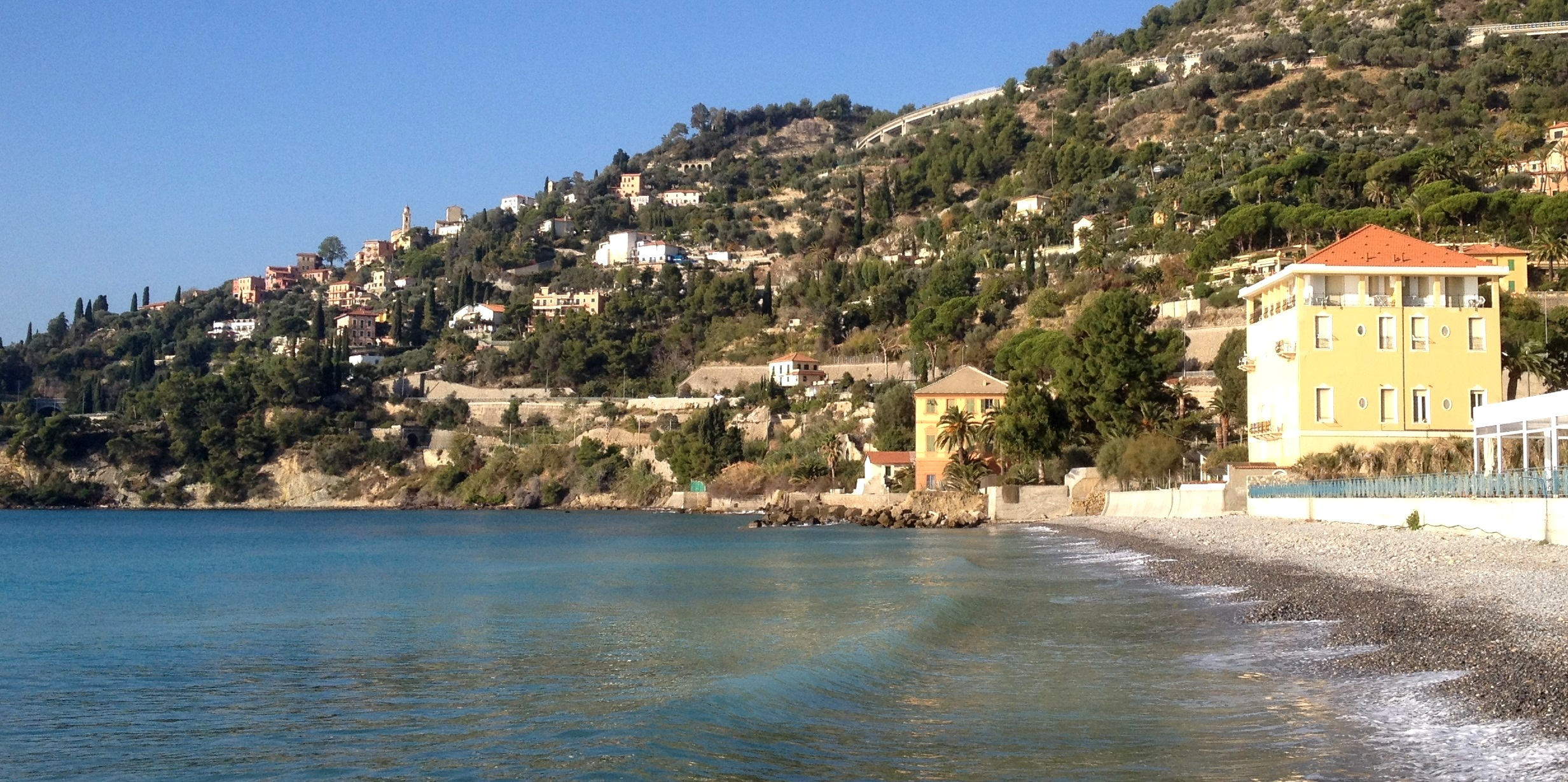
Panorama della baia

Abbandonata la colline su cui si estende, oggi, il centro storico di Ventimiglia, la Via Julia Augusta continuava a mezzacosta verso porta Canarda prima di iniziare la discesa lungo il litorale nella piana del torrente Latte.
In questa parte della costa, prevalentemente rocciosa, la strada romana doveva probabilmente adattarsi ai dislivelli e ai piccoli golfi caratteristici di questo tratto dell'estremo ponente ligure. Una piccola e tortuosa via nominata "Via Romana", che si trova a sud della strada statale 1 Via Aurelia, dimostra e ricorda il suo tracciato nella piana di Latte.